# خربیه السوق
خربیه السوق (به عربی: خریبة السوق)  شهری در استان عمان است که در کشور اردن واقع شده‌است. جمعیت این شهر ۸۴٫۹۷۵ نفر است.